# Az ENSZ szakosított szervezeteinek listája

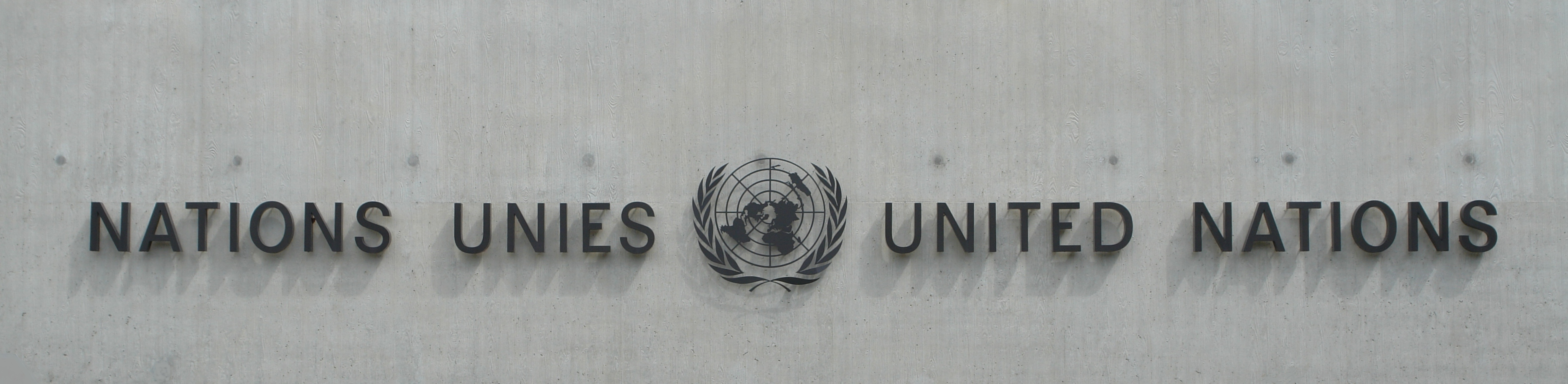

A szakosított szervezetek (specialized agencies) az ENSZ olyan szervezetei (organizations), amelyek az ENSZ-szel és egymással együttműködve dolgoznak a Gazdasági és Szociális Tanácson (ECOSOC) keresztül.

## A szervezetek
- Egyetemes Postaegyesület (UPU)
- Élelmezésügyi és Mezőgazdasági Világszervezet (FAO)
- Iparfejlesztési Szervezet (UNIDO)
- Nemzetközi Egészségügyi Szervezet (WHO)
- Kereskedelmi Világszervezet (WTO) ENSZ-en kívüli, kapcsolódó szervezet
- Meteorológiai Világszervezet (WMO)
- Nemzetközi Beruházásbiztosítási Ügynökség (MIGA)
- Nemzetközi Valutaalap (IMF)
- Nemzetközi Atomenergia-ügynökség (IAEA)
- Nemzetközi Fejlesztési Társulás (IDA)
- Nemzetközi Mezőgazdaság-fejlesztési Alap (IFAD)
- Nemzetközi Munkaügyi Szervezet (ILO)
- Nemzetközi Pénzügyi Társaság (IFC)
- Nemzetközi Polgári Repülési Szervezet (ICAO)
- Nemzetközi Távközlési Egyesület (ITU)
- Nemzetközi Tengerészeti Szervezet (IMO)
- Szellemi Tulajdon Világszervezete (WIPO)
- Turisztikai Világszervezet (UNWTO)
- Világbank

## Fordítás
- Ez a szócikk részben vagy egészben az UN-Spezialorganisation című német Wikipédia-szócikk fordításán alapul.  Az eredeti cikk szerkesztőit annak laptörténete sorolja fel. Ez a jelzés csupán a megfogalmazás eredetét és a szerzői jogokat jelzi, nem szolgál a cikkben szereplő információk forrásmegjelöléseként.
- Ez a szócikk részben vagy egészben a Specialized agency című angol Wikipédia-szócikk fordításán alapul.  Az eredeti cikk szerkesztőit annak laptörténete sorolja fel. Ez a jelzés csupán a megfogalmazás eredetét és a szerzői jogokat jelzi, nem szolgál a cikkben szereplő információk forrásmegjelöléseként.